# X Games Norway 2020
X Games Norway 2020 er et ekstremsportsevent afholdt fra 7. marts til 8. marts 2020 i Hafjell, Norge. Dette var femte gang X Games blev afholdt i Norge - og anden gang i Hafjell.
Der blev konkurreret i fire discipliner (Ski Slopestyle, Ski Big Air, Snowboard Slopestyle og Snowboard Big Air) hos både mænd og kvinder. Desuden blev der konkurreret i Ski Knuckle Huck og Snowboard Knuckle Huck for mænd.

## Program
| Dato     | Kl.   | Disciplin                        |
| -------- | ----- | -------------------------------- |
| 7. marts | 15:30 | Snowboard Big Air, finale (k)    |
| 7. marts | 16:30 | Ski Big Air, finale (k)          |
| 7. marts | 17:30 | Snowboard Big Air, finale (m)    |
| 7. marts | 18:30 | Ski Big Air, finale (m)          |
| 7. marts | 19:30 | Snowboard Knuckle Huck           |
| 7. marts | 20:30 | Ski Knuckle Huck                 |
| 8. marts | 10:30 | Snowboard Slopestyle, finale (k) |
| 8. marts | 12:00 | Ski Slopestyle, finale (k)       |
| 8. marts | 13:30 | Snowboard Slopestyle, finale (m) |
| 8. marts | 15:00 | Ski Slopestyle, finale (m)       |

Alle tider er i CET.

## Resultater

### Ski

#### Mænd
| Disciplin    | Guld             | Sølv        | Bronze         |
| ------------ | ---------------- | ----------- | -------------- |
| Big Air      | Antoine Adelisse | Birk Ruud   | Andri Ragettli |
| Slopestyle   | Andri Ragettli   | Alex Hall   | Fabian Bösch   |
| Knuckle Huck | Alex Hall        | ikke uddelt | ikke uddelt    |

#### Kvinder
| Disciplin  | Guld          | Sølv             | Bronze        |
| ---------- | ------------- | ---------------- | ------------- |
| Big Air    | Megan Oldham  | Maggie Voisin    | Johanne Killi |
| Slopestyle | Maggie Voisin | Mathilde Gremaud | Giulia Tanno  |

### Snowboard

#### Mænd
| Disciplin    | Guld             | Sølv          | Bronze         |
| ------------ | ---------------- | ------------- | -------------- |
| Big Air      | Mark McMorris    | Max Parrot    | Darcy Sharpe   |
| Slopestyle   | Max Parrot       | Mark McMorris | Ståle Sandbech |
| Knuckle Huck | Marcus Kleveland | ikke uddelt   | ikke uddelt    |

#### Kvinder
| Disciplin  | Guld                 | Sølv            | Bronze        |
| ---------- | -------------------- | --------------- | ------------- |
| Big Air    | Anna Gasser          | Miyabi Onitsuka | Laurie Blouin |
| Slopestyle | Zoi Sadowski-Synnott | Kokomo Murase   | Brooke Voigt  |